# Михайлівська церква (Глухів)
Михайлівська (архангелів Михайла й Гавріїла) церква — пам'ятка дерев'яної та мурованої культової архітектури другої половини XVII ст., що існувала у Глухові на Сумщині. Згоріла у пожежі 1784 року і була розібрана.

## Історія
За першим описом Глухова 1654 року єдиною дерев'яним храмом у Глухові була Михайлівська церква. У дерев'яній церкві архангела Михайла в 1654 році відправляв богослужби піп Григорій.
На її місці через чотири десятиліття було зведено кам'яну церкву «горливым радением Михайла Миклашевского, полковника стародубского» за участю представників «значкового товариства». 24 жовтня 1692 року було укладено контракт з майстром Матвієм Єфимовим
Перший камінь було закладено 9 вересня 1693 року. У тексті закладної дошки, посилаючись на благословення митрополита Варлаама Ясинського та архієпископів Лазаря Барановича й Феодосія Углицького, церква була названа на честь архангелів Михайла й Гавріїла. Церву було зведено протягом 1693—1694 років.
З давніх давен глухівському храму Архистратига Михаїла належали на церковній землі воскобійня та важниця. Права збору доходів з них були підтверджені універсалами гетьмана Івана Мазепи. Коли за правління гетьмана Івана Скоропадського згоріла соборна Троїцька церква, дохід з важниці поділили навпіл, щоб частина грошей йшла на відновлення Троїцького собору. Перша Малоросійська колегія перенаправила до своєї скарбниці весь дохід з важниці. У 1727 році з обранням гетьманом Данила Апостола були відновлені права Михайлівського храму на збір мита з важниці та воскобійні. У 1732 році доходи з важниці забрала собі глухівська ратуша. Гетьман Данило Апостол знову повертає права зважування товарів Михайлівському храму. У 1749 році намісник Глухівської протопопії Симеон Вербицький звернувся до Генеральної військової канцелярії, сотенного глухівського правління та імператриці Єлизавети Петрівни з проханням повернути права на зважування товарів в Глухові церквою Архистратига Михаїла.
Церква постраждала від пожежі 1784 року. Через два роки імператорським указом її закрили і вона стояла пусткою. Аж поки в 1791 році Російська імператриця Катерина II наказала «розібрати в Глухові Михайлівську церкву та Успенський собор дівочого монастиря… а материялы от церквей употребить в пользу Глуховского Троицкого собора».

## Опис та розташування
На думку дослідника Ю. О. Коваленка, за археологічними дослідженнями 2001 року (знайдені фрагменти плінфи) Михайлівську церкву було зведено на місці кам'яного давньоруського храму на території старосвітського городища У XVIII столітті вона знаходилась поряд із західною межею фортечних укріплень
Мурована церква святих архістратега Михайла та архістратега Гавриїла стояла на розі сучасних провулків Михайлівського (раніше — Радянського) і Поштового. Вона перетинала останній за 50 метрів від вулиці Ушинського у західному напрямку. Зараз на цьому місці знаходиться двір так званого «чехословацького будинку» (№ 38 по сучасній вулиці Києво-Московській).
Обрис плану споруди схематично представлено на планах Глухова 1724, 1746 і 1776 років. За контрактом з майстром Матвієм Єфимовим Михайлівська церква мала бути тридільною, на зразок побудованої майстром у Стародубі церкви святого Миколая, проте з деякими відмінами. Зовнішній вигляд церкви вразив в 1702 році російського мандрівника священика Іоанна Лук'янова (старця Леонтія). Поряд з кам'яною церквою стояла стара дерев'яна дзвіниця Згідно з планами глухівської фортеці 1746 та 1747—1752 років біля церкви були зведені кам'яні ворота, «в яких і келія». Поруч з Михайлівською церквою праворуч розташовувалась садиба канцеляриста Генеральної військової канцелярії Василя Журавського.
Відомий дослідник Олександр Лазаревський зазначав, що на час його відвідання Глухова «Троїцька Михайлівська церква була давно розібрана: вона розміщалась біля валу к річці за куренем. Тепер це місце забудоване і важко дошукатись де саме церква знаходилась».
В червні 1901 року в журналі «Киевская старина» були опубліковані документи про археологічні розкопки на місці Михайлівської церкви: «при рытье фундамента для дома в этом месте в земле была найдена золотая серьга. К северу это кладбище оканчивается теперь крутым скатом, внизу которого находится наполовину вросший в землю кусок дикого камня, напоминающий собой как бы обломок могильной плиты. На самом скате… найден был золотой перстень с бирюзой».
Завідувачем відділу Державного історико-культурного заповідника в м. Глухів Юрієм Коваленком під час огляду траншеї в 1999 році по провулку Поштовому було виявлено залишки близько двох десятків поховань козацького кладовища Михайлівської церкви. Поряд з траншеєю він заклав шурф 2×1,95 м, у якому виявив поховання періоду XVIII століття в труні, але без речей. Похований чоловік — віком 20-25 років. Могила, глибиною від поверхні до дна всього 87 см, зорієнтована схід-захід, головою у західному напрямку, прорізала господарську яму з керамічними матеріалами ХІІ — ХІІІ ст..

## Економічна діяльність
Із самого початку діяльності Михайлівський храм володів монополією на зважування товарів великої ваги (сіль ікру, рибу, мідь, залізо, пеньку, цукор). Пожежа 1748 року знищила універсали, пошкодила будівлю важниці та храм. Прихожани церкви просили привселюдно, як в інших містах, заборонити промисловцям зважування домашніми вагами товари великої маси, як місцеві так привезені, як українцям так пришлим росіянам. Для попередження цих порушень всіх, хто не зважуватиме товари в церковній важниці, штрафували. Багато пришлих та місцевих промисловців з столичного Глухова збагатилися бо брали по 30 копійок за зважування пуда солі, коли офіційна ціна складала — 2 копійки за пуд. Для перевірки чесності роботи важниці, пропонували надіслати чесних, не зацікавлених в промислах людей з сотенного правління. Після пожежі дах приміщення став аварійним і загрожував подальшому руйнуванню, але вціліло вагове коромисло та гирі.
Симеон Вербицький наголошував, що відбудова важниці дозволила б збирати мито з товарів на реставрацію Михайлівського собору. З пуда зваженої солі вирішено було брати по 4 копійки (2 копійки з покупця і 2 — з продавця). Приход собору, де поряд функціонували інші церкви, був замалий, тому не міг впоратися самостійно з реставрацією постраждалого храму.
Прихожанин та ктитор храму колишній глухівський отаман, хорунжий Генеральної артилерії Григорій Кологривий, військовий товариш Іван Пухович та глухівський міщанин Іван Статьєв були готові заключити контракт з храмом та дати наперед гроші (30 рублів) для ремонту важниці.

## Поховання
На цвинтарі біля Михайлівської церкви знаходились склепи відомих родів Гетьманщини. Зокрема, тут поховані — онука наказного гетьмана Павла Полуботка, Уляну Андріївну Полуботок (в 1723 році), генеральний осавул Василь Якович Жураковський (?–1730) з сином своїм Петром та роком раніше, в 1729 році, його друга дружина Марія Григорівна Жураковська (?-1729, до шлюбу Максимович), дружина генерального писаря С. Савича Тетяна Леонтіївна (сестра гетьмана П. Полуботка) була похована в 1729 році, а в 1747 році — члена Генеральної канцелярії бригадира Івана Кіндратовича Шитика.
Закладення церкви пройшло 9 вересня 1693 року. В цей час також тривало будівництво відомої і зараз Миколаївської церкви в Глухові. Її історія вже сягає більше трьох століть.